# کلود ایکینز
کلود ایکینز (انگلیسی: Claude Akins؛ ‏ ۲۵ مهٔ ۱۹۲۶ – ۲۷ ژانویهٔ ۱۹۹۴) یک هنرپیشه اهل ایالات متحده آمریکا بود.

## فیلم‌شناسی
از فیلم‌ها یا برنامه‌های تلویزیونی که وی در آن نقش داشته است، می‌توان به مردی به نام اسلج، ریو براوو، شب گرم تابستان، کشتی را ترک نکن، غرب رؤیایی، مردی با سگ شکاری و هیولا در گنجه اشاره کرد.